# معاهدة غوادالوبي هيدالغو

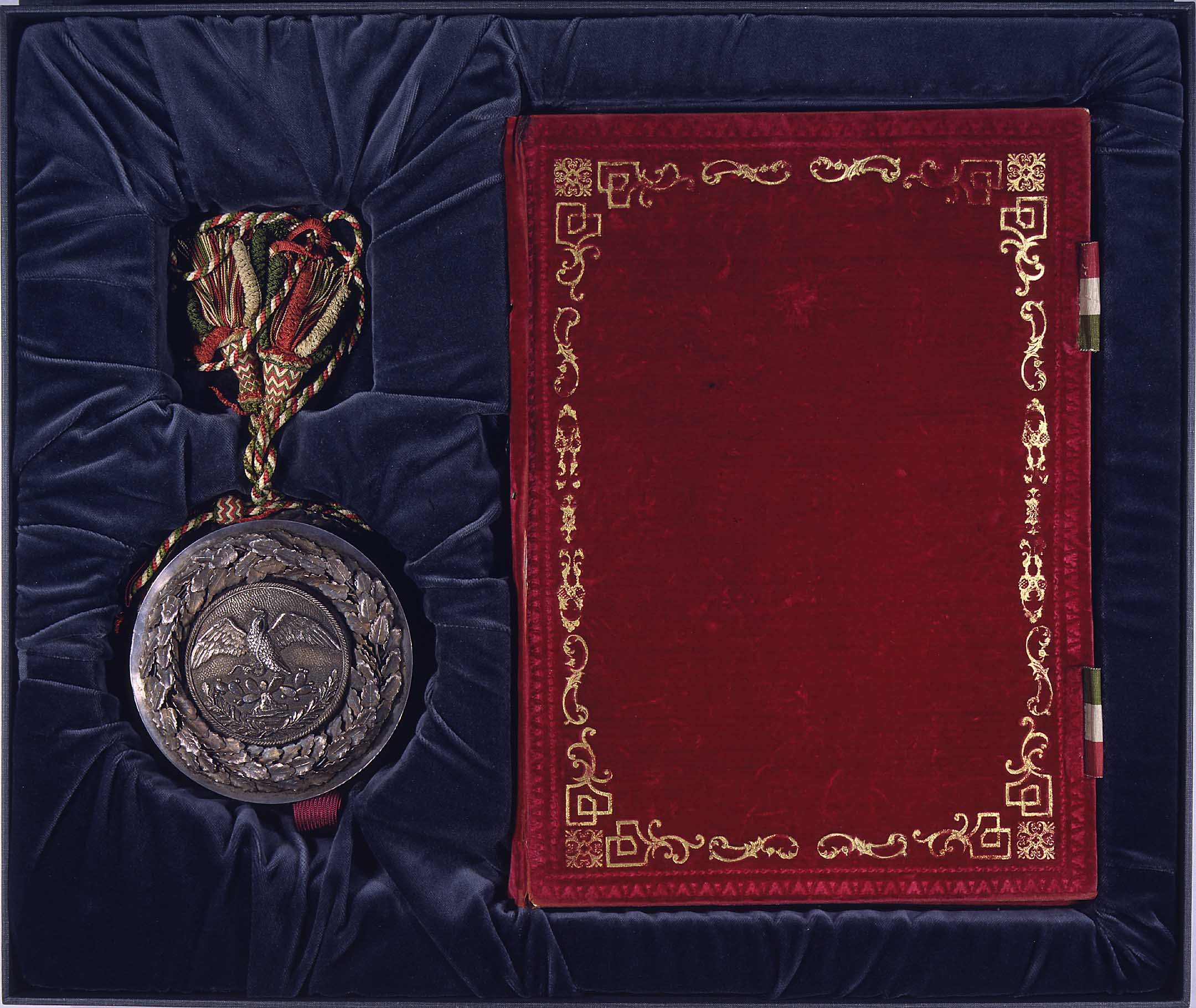
الغلاف الخارجي لكتاب المعاهدة

معاهدة غوادالوبي هيدالغو (بالإنجليزية: Treaty of Guadalupe Hidalgo)‏ (بالإسبانية: Tratado de Guadalupe Hidalgo)‏ ، هي معاهدة السلام التي جرت بين الولايات المتحدة الأمريكية وجمهورية المكسيك بعد الحرب بين البلدين ، وجرت توقيع المعاهدة في مدينة مكسيكو سيتي سنة 1848م، وبرغم مطالبة الأمريكيين بضم المكسيك ضمن الأراضي الأمريكية بعد النصر الساحق للقوات الأمريكية على المكسيك، فإن المعاهدة تقضي بتخلي المكسيك عن كاليفورنيا وتكساس، وفي المقابل دفعت الحكومة الأمريكية مبلغ 15 مليون دولار أمريكي مقابل تخلي المكسيك عن هذه الأراضي.

## وصلات خارجية
- Treaty of Guadalupe Hidalgo and related resources at the U.S. Library of Congress
- Library of Congress – Hispanic Reading Room portal, The Treaty of Guadalupe Hidalgo
- Text of the Treaty of Guadalupe Hidalgo
- Copy of Treaty, including sections stricken out by Senate
- Text of the Treaty of Guadalupe Hidalgo, and anaysis
- U.S. General Accounting Office report on the Treaty of Guadalupe Hidalgo, June 2004
- Library of Congress Guide to the Mexican War
- Time magazine article on the treaty leak